# 埃肯巴赫河
51°7′1.0″N 7°53′35.2″E / 51.116944°N 7.893111°E

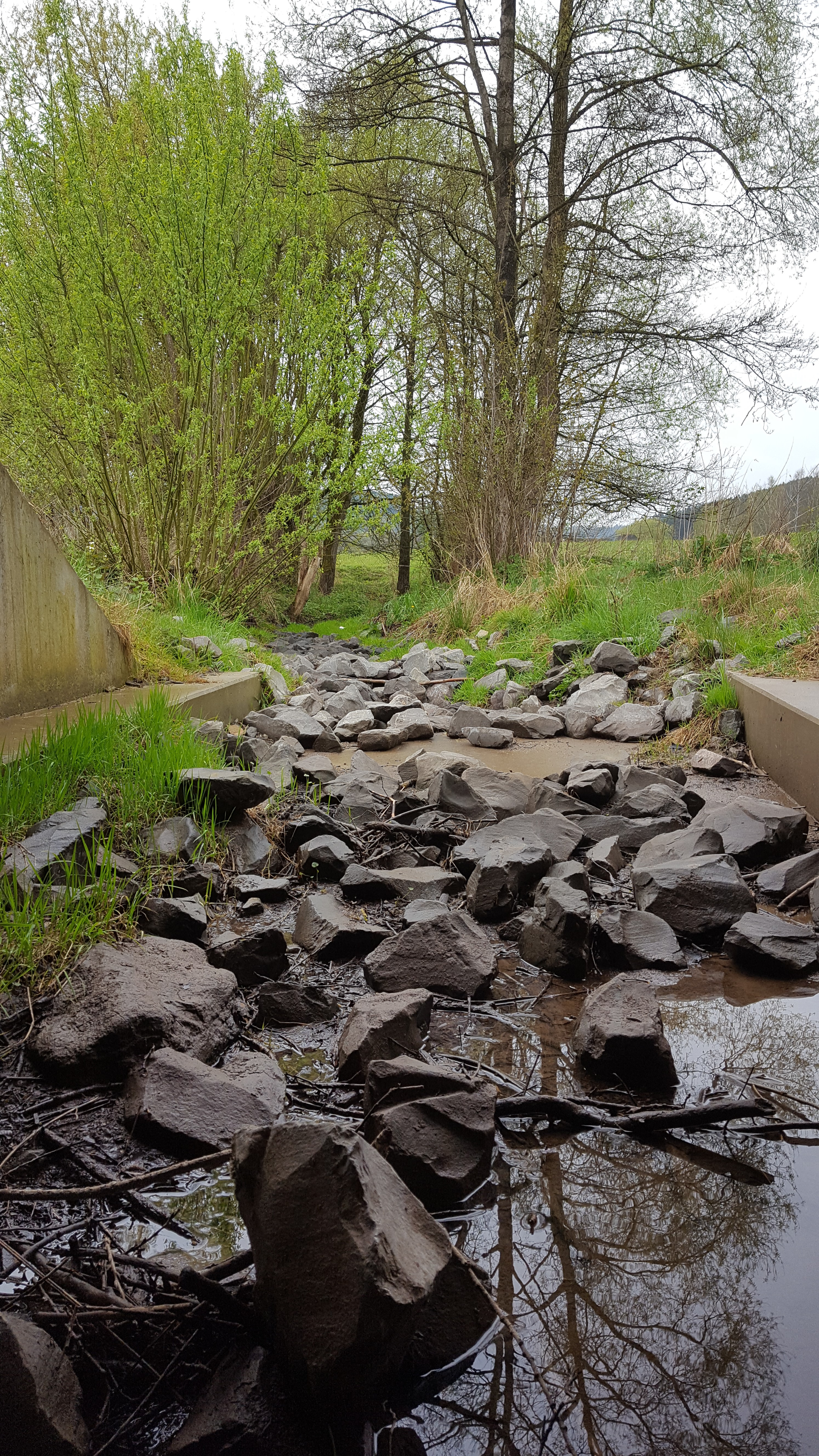

埃肯巴赫河（德語：Eckenbach），是德國的河流，位於該國西部，流經北萊茵-威斯特法倫州，屬於伊訥河的左支流，河道全長4.4公里，流域面積5.6平方公里，河口處在阿滕多恩。